# Aethionema spicatum
Aethionema spicatum är en korsblommig växtart som beskrevs av George Edward Post. Aethionema spicatum ingår i släktet Aethionema och familjen korsblommiga växter. Inga underarter finns listade i Catalogue of Life.